# Argrennan House

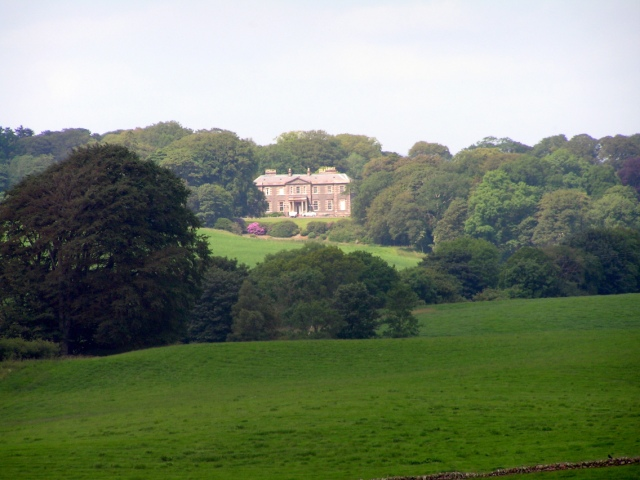
Argrennan House

Argrennan House ist ein Herrenhaus nahe der schottischen Ortschaft Tongland in der Council Area Dumfries and Galloway. 1971 wurde das Bauwerk in die schottischen Denkmallisten in der höchsten Denkmalkategorie A aufgenommen. Des Weiteren bildet es zusammen mit der Argrennan Lodge und den zugehörigen Gärten ein Denkmalensemble der Kategorie B.

## Beschreibung
Die Keimzelle des Herrenhauses entstand im späteren 18. Jahrhundert. Dieses Bauwerk bildet heute jedoch nur noch den rückwärtigen Flügel. Das heutige Hauptgebäude stammt aus dem Jahre 1818. Obschon keine direkten Beweise existieren, wird Argrennan House auf Grund stilistischer Details dem schottischen Architekten James Gillespie Graham zugeschrieben. So bestehen weitreichende Gemeinsamkeiten in der Gestaltung von Argrennan House mit dem zwischenzeitlich abgebrochenen, von Graham entworfenen Herrenhauses Mount Melville. Argrennan House liegt isoliert abseits der A711 rund vier Kilometer nördlich von Tongland am rechten Ufer des Dee.
Das zweistöckige Argrennan House ist klassizistisch gestaltet. Die südexponierte Frontseite ist sieben Achsen weit. Der zentrale Eingangsbereich ist über eine Vortreppe zugänglich. Der Eingangsbereich ist mit toskanischen Säulen und abschließender Balustrade gestaltet. Längliche Fenster und Pilaster flankieren das zweiflüglige Eingangsportal. Der Mittelrisalit schließt mit einem Dreiecksgiebel. Gesimse auf Kragsteinen bekrönen im Erdgeschoss die zwölfteiligen Sprossenfenster mit polierten Natursteineinfassungen aus rotem Sandstein. Die Ost- und Westfassaden sind drei Achsen weit, wobei die östliche gerundet hervortritt. Das Gebäude schließt mit schiefergedeckten Walm- beziehungsweise Plattformdächern.